# ورم ميلانيني مهبلي
الورم الميلانيني المهبلي هو ورم خبيث نادر الحدوث ينشأ من الخلايا الميلانينية في النسيج الطلائي من المهبل. وكما هو معروف باسم الورم الميلانيني أو سرطان الجلد الخبيث. فهو نوع من السرطانات الخبيثة التي يندر الشفاء منها. ويكون معدل البقاء على قيد الحياة لمصابي هذا النوع من السرطان لمدة خمس سنوات هو حوالي 21 ٪. تم اكتشافه لأول مرة في عام 188، وسُجلت 500 حالة فقط. يشكل سرطان الجلد المهبلي 3 ٪ من جميع أنواع السرطان المهبلي و 0.3 ٪ فقط من جميع أنواع سرطان الجلد. ويبلغ متوسط عمر الأشخاص الذين تم تشخيصهم من العمر ستين عامًا.

## المظهر العام
غالبًا ما يتطور هذا النوع من السرطان عند أدنى ثلث المهبل. مصطبغة بلون غامق وذات شكل غير منتظم. ويمكن أن يكون حجم سرطان الجلد في المهبل كبيرًا في الحجم.

## علم الأنسجة
تشمل الخصائص النسيجية للخلايا ما يلي:
- يبدو شكل الخلايا مشابهاً للظهارة وشكل المغزل.
- يتخذ النمو كما في شكل الأوراق والعُش.
- وجود الميلانين في الخلايا.
- نواة الخلايا كبيرة وغير طبيعية.[2]

## التشخيص
يمكن أن تكشف تقنية الكيمياء المناعية المخبرية عن نتائج إيجابية لبروتين S-110 وهمب-45 وmelan A وهذا يؤشر على احتمالية الإصابة.

## العلاج
لسوء الحظ قد يكون العلاج الكيميائي غير فعال بسبب خبث الورم، فإزالة الورم جراحياً والعلاج بالأشعة هو المعيار الذي يمكن أن يحدد.